# 이종대 (1941년)
이종대(李鍾大, 1941년 6월 20일~)는 국민일보 사장 등을 거쳐, 대우자동차 회장·고문 및 법정선임관리인 등을 두루 역임한, 대한민국의 언론 기업가 겸 자동차 기업가이자 대학 교수 겸 교육인이다.
신장은 173cm이고, 체중은 70kg인 그는, 실업 분야 이외에도, 교육 분야로써 고려대학교 경제학과 겸임교수·숭실대학교 경제학과 객원교수 등을 지냈다.

## 생애

### 일생
본관(관향)은 경주(慶州)이고 1964년 서울대학교 독어독문학과에서 학사 학위 취득하였으며 언론·실업 분야에 투신한 이후에는 국민일보 사장을 거쳐 대우자동차 회장과 대우자동차 고문을 역임하였다.
부인 김선희 여사와 사이에 슬하 1남 1녀(아들 이강서, 딸 이지연)가 있다.

### 학력
- 1954년 경남울산태화국교 졸업
- 1957년 경남부산동래중학교 졸업
- 1960년 경남울산언양농업고등학교 졸업
- 1964년 서울대학교 독어독문학과 학사
- 1980년 서울대학교 대학원 경제학과 경제학 석사
- 1986년 미국 하와이 주립 대학교 대학원 경제학과 경제학 박사

### 주요 경력
- 1967년 동아일보 외신부 기자(1975년 동아일보 정치부 기자 이임).
- 1975년 동아일보 정치부 기자(1977년 퇴임).
- 1977년 동아일보 기자 직위 사퇴.
- 1977년 한국산업연구원(KIET) 연구조정실 실장(1978년 퇴임).
- 1978년 한국산업연구원(KIET) 무역연구부 부장(1989년 퇴임).
- 1986년 고려대학교 경제학과 겸임교수(1994년 퇴임).
- 1989년 한국산업연구원(KIET) 무역연구부 부장 직위 사퇴.
- 1989년 중앙일보 비상임논설위원(1994년 퇴임).
- 1989년 MBC 문화방송 자문위원(1990년 퇴임).
- 1989년 기아경제연구소 소장(1998년 퇴임).
- 1989년 기아자동차 사장(1998년 퇴임).
- 1994년 숭실대학교 경제학과 객원교수(1995년 퇴임).
- 1998년 기아자동차 기획고문위원장(1998년 퇴임).
- 1993년 한국토지개발공사 비상임고문(1995년 퇴임).
- 1995년 홍익대학교 경제학과 전임강사(1996년 퇴임).
- 1998년 기아자동차 비상임감사(1999년 퇴임).
- 1999년 국민일보 주필(1999년 이임).
- 1999년 국민일보 발행위원장(1999년 이임).
- 1999년 국민일보 편집위원장(1999년 이임).
- 1999년 국민일보 인쇄기획위원장(1999년 이임).
- 1999년 국민일보 사장(2000년 퇴임).
- 2000년 한국신문협회 이사장(2001년 퇴임).
- 2000년 한국신문윤리위원회 이사장(2001년 퇴임).
- 2000년 국민일보 상임고문(2001년 퇴임).
- 2000년 대우자동차 회장(2003년 퇴임).
- 2001년 대우자동차 법정관리위원장(2003년 퇴임).
- 2002년 대우자동차 기획운영위원장(2003년 퇴임).
- 2003년 대우자동차 고문 겸 법정선임관리인(2008년 퇴임).
- 2003년 연세대학교 경영대학원 강사.
- 2008년 대우자동차 고문 직위 퇴임(2008년 12월).
- 2009년 연세대학교 경영대학원 강사 직위 퇴임(2009년 2월).

## 저서
- 《중남미의 수입구조》
- 《양독경제관계의 신전개-동서독과 남북한》

## 논문
- 《영국자본주의 초기의 임노동의 생성과정》
- 《기술발전과 생산요소의 대체》
- 《자동차산업의 아시아시대 진입》

## 기타 이력
- 한국산업연구원 무역연구부 부장
- 고려대학교 경제학과 겸임교수
- 기아경제연구소 소장
- 기아자동차 사장
- 숭실대학교 경제학과 객원교수
- 한국토지개발공사 비상임고문
- 홍익대학교 경제학과 전임강사
- 국민일보 사장
- 국민일보 상임고문
- 대우자동차 회장
- 대우자동차 고문
- 연세대학교 경영대학원 강사